# Pondo Balue
Pour les articles homonymes, voir Balue.
Pondo Balue (aussi Pondo,Pundu) est une localité du Cameroun, située dans l'arrondissement d'Ekondo-Titi, le département du Ndian et la Région du Sud-Ouest.

## Population
On y a dénombré 234 personnes en 1953, 466 en 1968-1969 et 409 en 1972, principalement des Balue du groupe Oroko.
Lors du recensement national de 2005, Pondo comptait 4 784 habitants.
Une étude de terrain de 2011 y a dénombré 1 500 personnes.